# Oestlundorchis
Oestlundorchis là một chi thực vật có hoa trong họ, Orchidaceae.